# تريغ براون
تريغوويث إدموند «تريغ» براون (بالإنجليزية: Treg Brown)‏ ولد وتوفي (4 نوفمبر 1899- 28 أبريل 1984). كان محرر أصوات سينمائي مسؤول عن التأثيرات الصوتية لسلسلة لووني تونز وميري ميلوديز لمصلحة وارنر براذرز منذ عام 1940. حاز على جائزة الأكاديمية لأفضل مؤثرات صوتية في 1965 في فيلم ذا غريت رايس.
في فيلم وان فروغي إيفننغ، ناطحة السحاب التي دفن فيها ميتشغان جاي. فروغ كانت باسم تريغوويث براون بيلدينغ.

## وصلات خارجية
- تريغ براون على موقع IMDb (الإنجليزية)
- تريغ براون على موقع ألو سيني (الفرنسية)
- تريغ براون على موقع أول موفي (الإنجليزية)
- تريغ براون على موقع قاعدة بيانات الفيلم (الإنجليزية)
- تريغ براون على موقع كينوبويسك (الروسية)